# Tilloy-lès-Conty
Tilloy-lès-Conty là một xã ở tỉnh Somme, vùng Hauts-de-France, Pháp. Ở đây có giáo đường xây vào thế kỷ 18, lâu đài Tilloy-lès-Conty.

## Địa lý
Thị trấn này có cự ly khoảng 10 miles south về phía tây nam của Amiens, trên đường D8.

## Dân số
| 1962                                                  | 1968 | 1975 | 1982 | 1990 | 1999 |
| ----------------------------------------------------- | ---- | ---- | ---- | ---- | ---- |
| 214                                                   | 217  | 176  | 196  | 220  | 228  |
| Số liệu dân số từ năm 1962, dân số không tính hai lần |      |      |      |      |      |